# Hocine Boukella
Hocine Boukella est un compositeur, musicien, dessinateur et caricaturiste né à Alger, le 24 novembre 1957. Il a suivi des études(une formation de comptable avec sonatrach DTP actuellement ENTP à HASSI MESSAOUD en 1978/79) de biologie d'abord en Algérie, puis en France. C'est là qu'il a commencé à s'intéresser à la musique et qu'il a créé le groupe de musique Cheikh Sidi Bémol. Il est frère de Youcef Boukella (fondateur et compositeur de l'Orchestre national de Barbès),.
Il a travaillé en tant que caricaturiste pour les magazines algériens Pour! et Salama.
Plusieurs titres de cet artiste ont laissé leur trace dans le gnawi, parmi lesquels on peut citer par exemple: "Gourbi rock", "La faute diali", ou encore "Izlan Ivahriyen" qui veut dire "les chants marins", sorti à l'été 2009 et interprété en langue kabyle.